# Colorado (dopływ Zatoki Meksykańskiej)
Colorado (ang. Colorado River) – rzeka w Stanach Zjednoczonych, w Teksasie. Najdłuższa rzeka, która ma i źródło i ujście w tym stanie. Rzeka ma swe źródła w zachodnim Teksasie w hrabstwie Dawson i początkowo przepływa łagodnie przez prerię, by po przebyciu około 400 km dotrzeć do górzystego Texas Hill Country w hrabstwie San Saba. Przez około 160 km rzeka ma charakter górski płynąc przez malownicze kaniony. Po dotarciu do Austin rzeka zwalnia i obficie meandrując dociera do wybrzeża Zatoki Meksykańskiej.
Na rzece Colorado jest kilka zapór tworzących sztuczne jeziora. Największymi z nich są Spence Reservoir, Lake J. B. Thomas, Lake Buchanan, Inks Lake, Lake Marble Falls, Lake Travis, Lake Austin oraz Lady Bird Lake w Austin.
Wszystkie te zbiorniki oprócz charakteru regulacyjnego i zapewnienia wody w okresach suszy mają także charakter rekreacyjny. Największym zbiornikiem jest Lake Buchanan, które zajmuje powierzchnię ponad 90km², a na 3,2 km długości tamie działa elektrownia wodna.

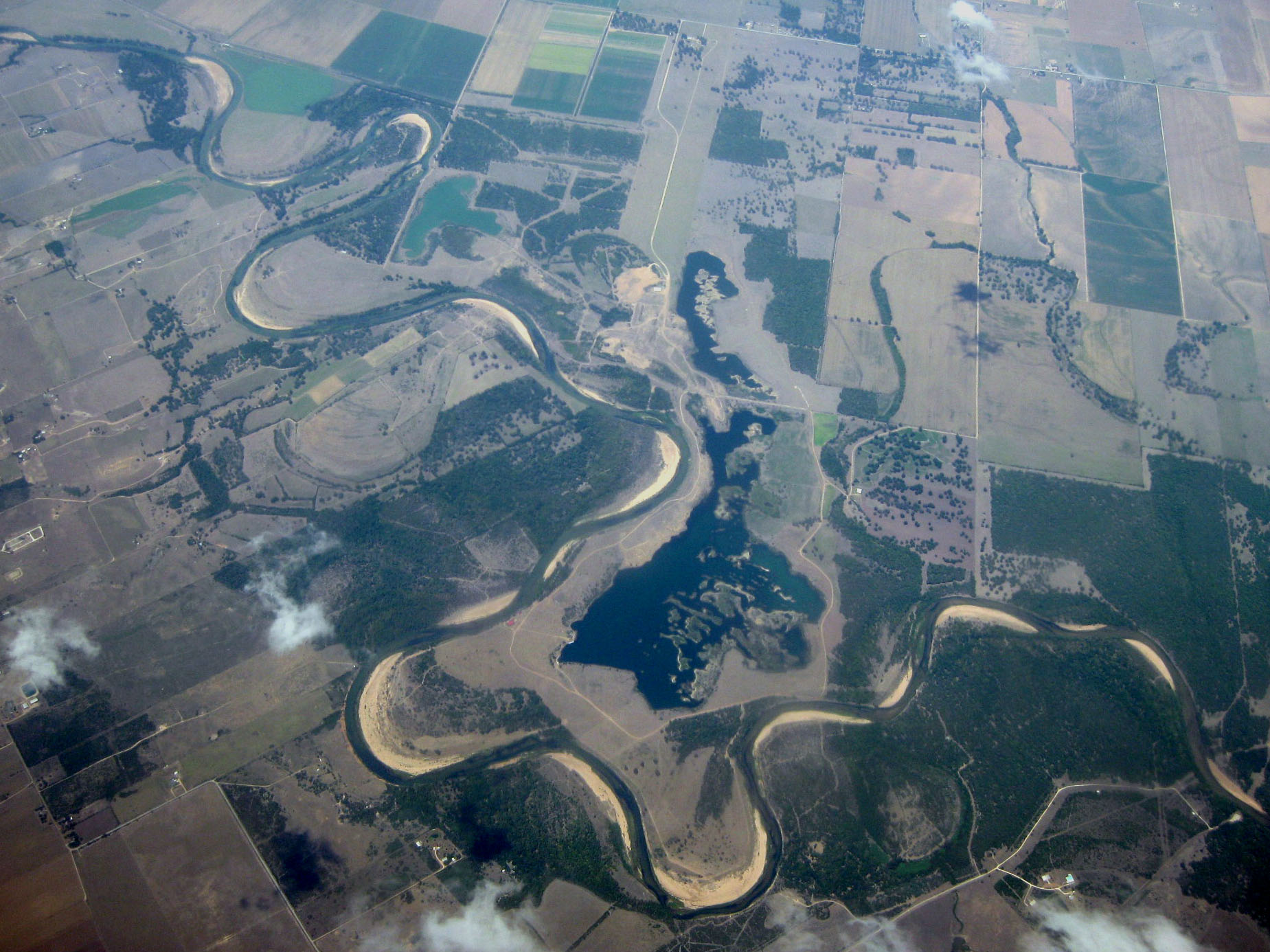
Meandry rzeki Colorado
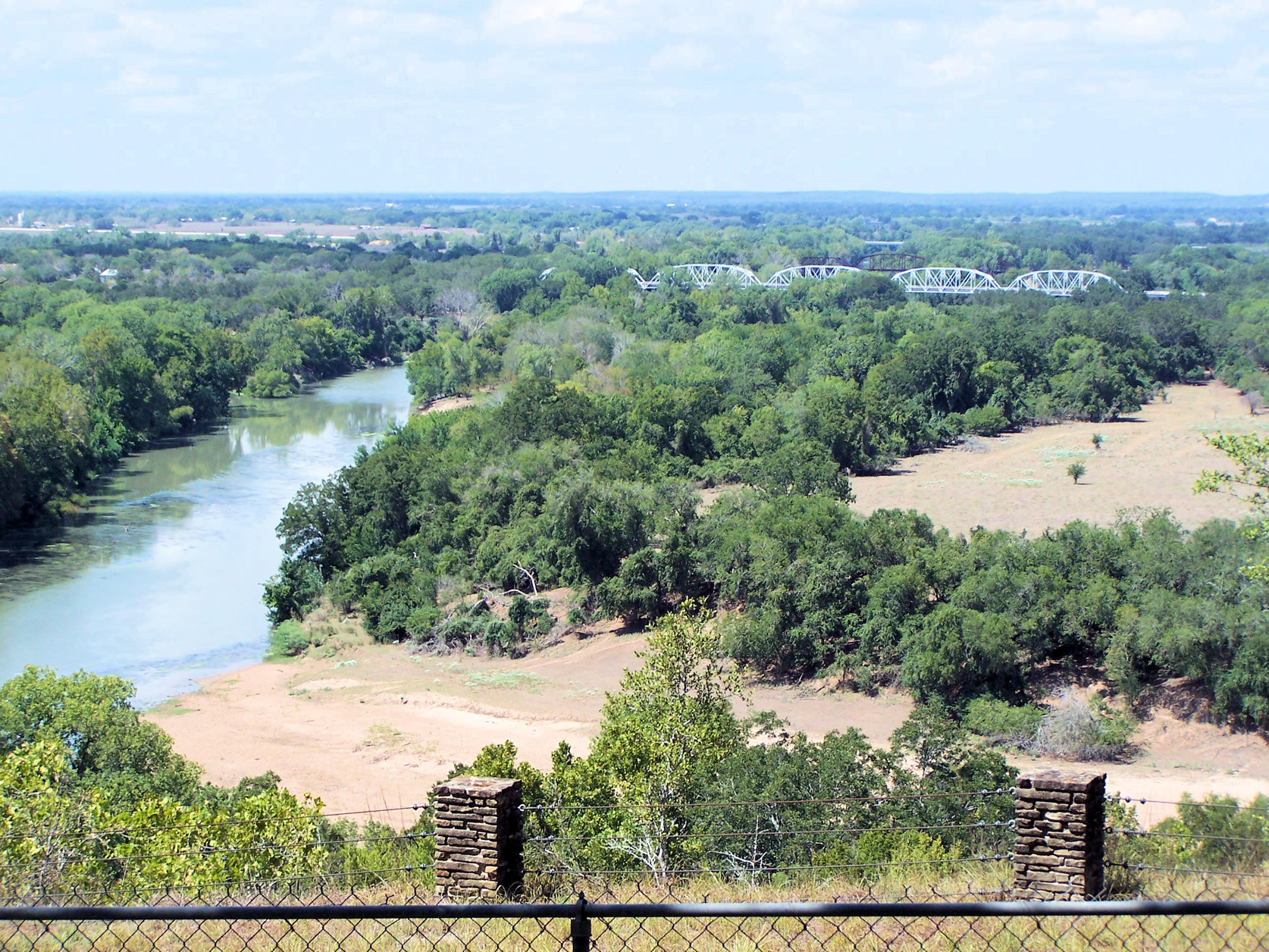
Rzeka w pobliżu miasta La Grange
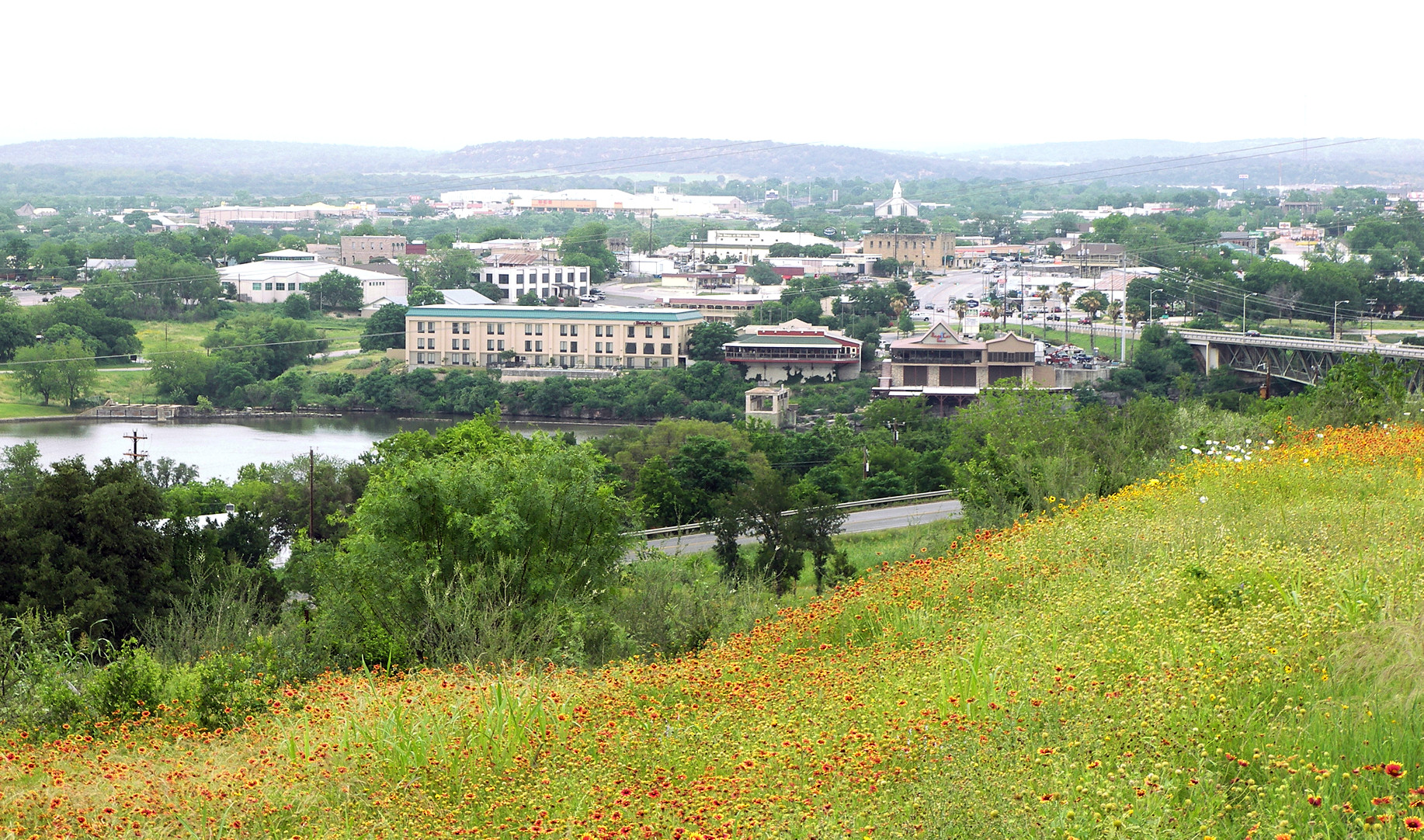
W Marble Falls
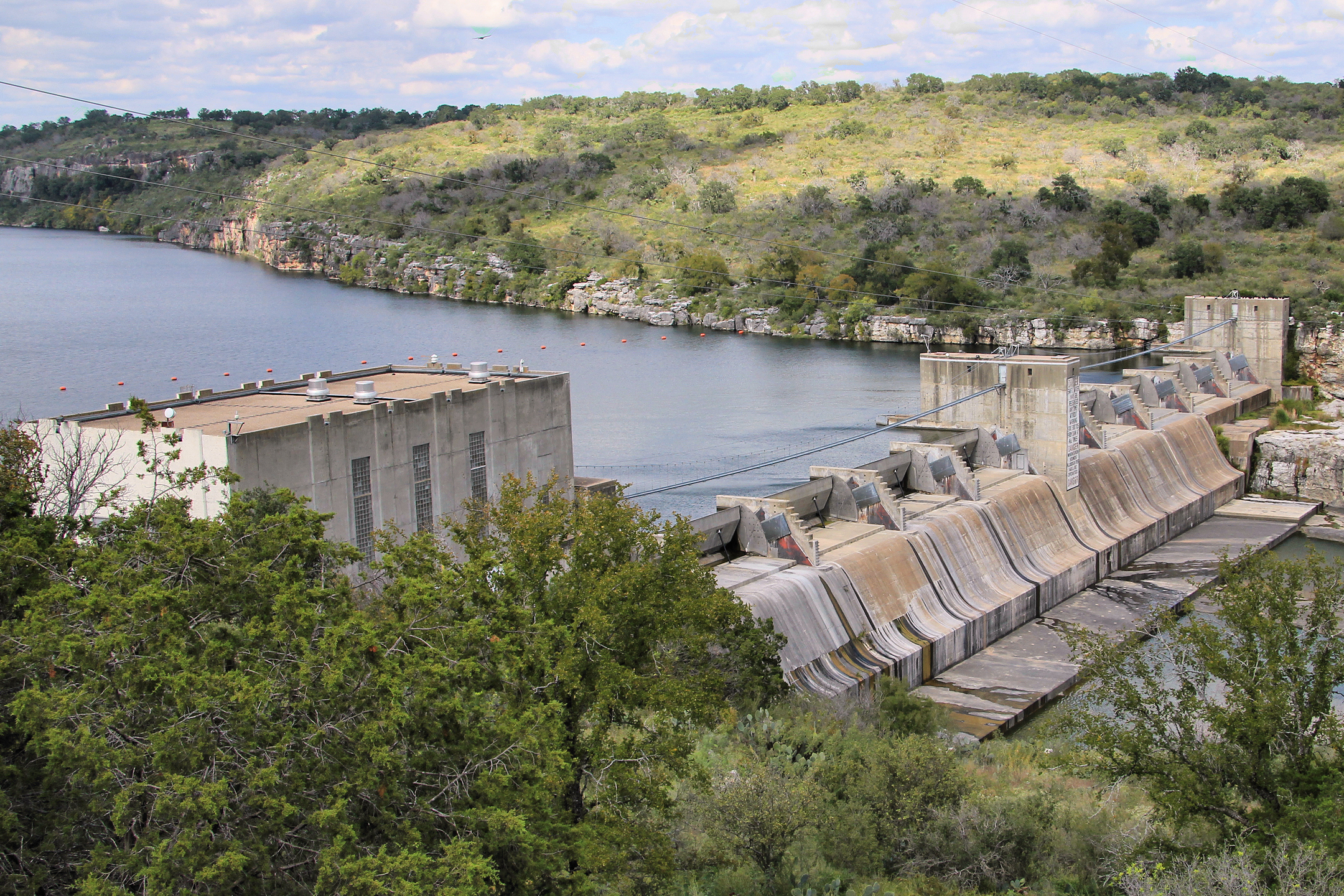
Zapora Max Starcke
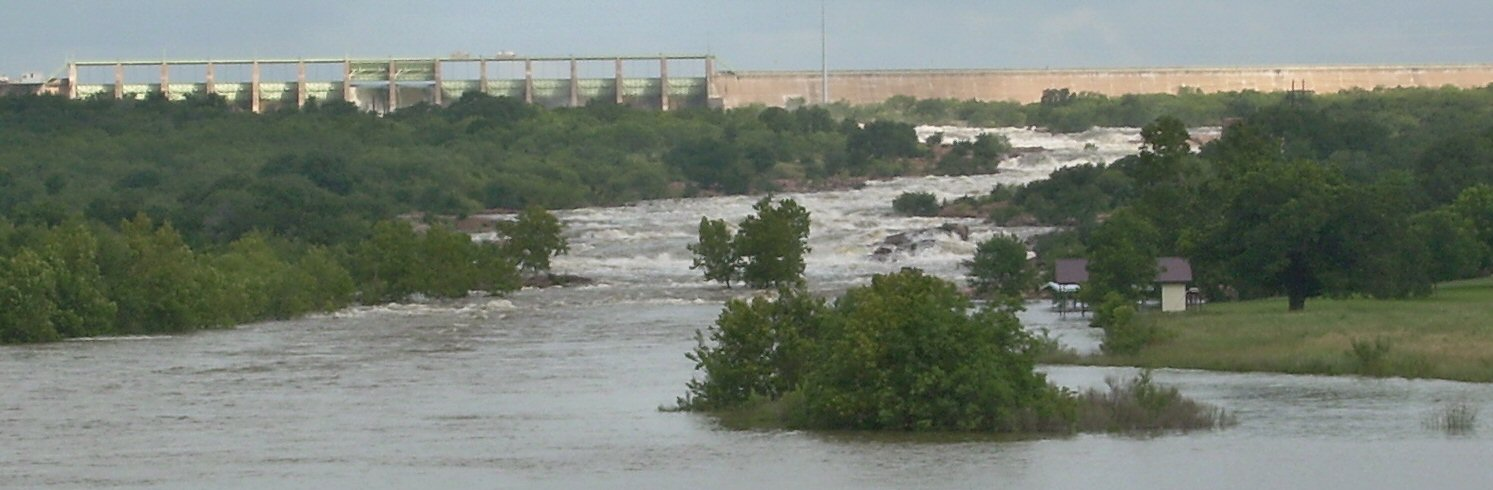
Tama Buchanan
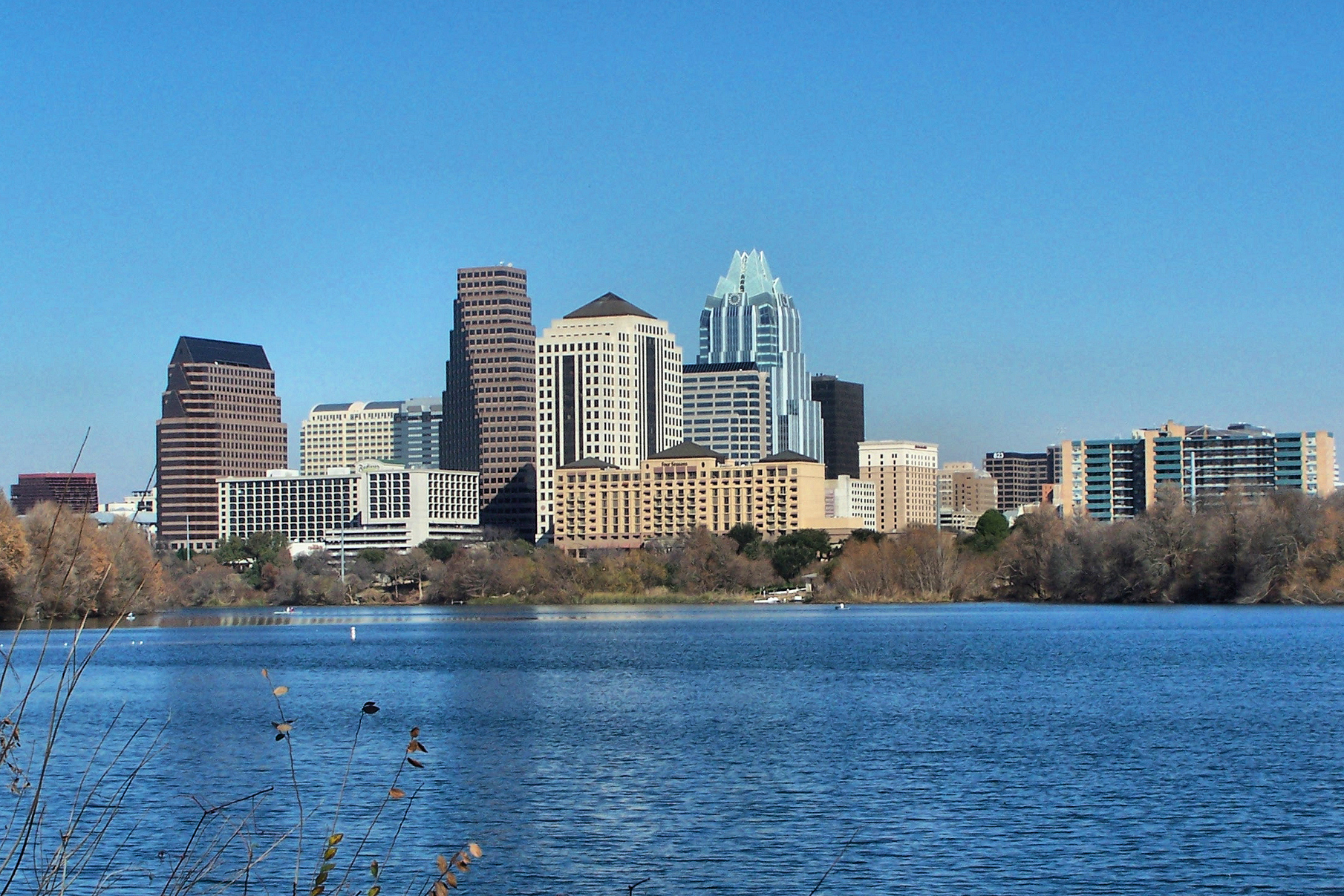
Widok na Austin z jeziora Lady Bird Lake